# Sebastiano Bosio
Sebastiano Bosio (Palermo, 18 agosto 1929 – Palermo, 6 novembre 1981) è stato un chirurgo italiano ucciso dalla mafia.

## Biografia

### Carriera[3]
Laureatosi in Medicina, seguì dei corsi di specializzazione Chirurgia ed ebbe modo di conoscere Michael E. DeBakey.
Agli inizi degli anni sessanta fu protagonista di un episodio cui, insieme ad alcuni colleghi, allestì una sala operatoria all'interno di un casello ferroviario abbandonato che collegava Palermo a Messina: fu soggetto a contestazioni e proteste da parte dell'opinione pubblica.
nella città palermitana aprì un suo studio in via Simone Cuccia. Poche settimane prima della sua morte effettuò un intervento sul corpo di una ragazza diciannovenne.

### Assassinio e motivazioni
Venne ucciso all'uscita dal suo studio, il 6 novembre 1981, da due sicari, colpito da quattro pallottole di una pistola calibro 38. Il motivo della sua uccisione, secondo anche le testimonianze di alcuni pentiti, stava nel fatto che Bosio avrebbe curato in modo superficiale alcuni boss e i perdenti dalla seconda guerra di mafia, tra cui Totuccio Contorno. Si scoprì poi in seguito, grazie anche ad indagini più accurate, che Bosio aveva avuto una diatriba, almeno telefonica, con Giuseppe Lima, fratello di Salvo, poiché egli prometteva di svolgere loro delle operazioni privilegiate.

### Indagini e processo
Il pentito Francesco Onorato confermò che «Madonia era una potenza in quel periodo, Bosio non era corrotto».
Antonino Madonia è stato rinviato a giudizio nel 2011 e oggi sconta la pena dell'ergastolo.